# Lycia suleimania
Lycia suleimania är en fjärilsart som beskrevs av Eugen Wehrli 1938. Lycia suleimania ingår i släktet Lycia och familjen mätare, Geometridae. Inga underarter finns listade i Catalogue of Life.